# Alfombra de Hamedan
La alfombra de Hamedan es un tipo de alfombra persa. La mayoría de las alfombras conocidas bajo este nombre proviene de alguno de los 500 pueblos diseminados en un radio de 100 km alrededor de Hamedan.

## Descripción
Una de las características de las alfombras de Hamedan es que la gran mayoría acaban con un fleco por un extremo, mientras que por el otro extremo sólo hay un fleco estrecho. 
Normalmente el campo está decorado con motivos hérati destacándose sobre fondo rojo. A menudo hay en el centro un medallón con decoración floral o geométrica sobre un fondo de color marfil. Las cuatro esquinas reproducen la decoración del medallón. El borde es clásico, a tres bandas: las bandas secundarias están decoradas con rosetones y arabescos, y la banda central reproduce los motivos del campo.